# 马港镇
马港镇，是中华人民共和国湖北省咸寧市通城县下辖的一个乡镇级行政单位。

## 行政区划
马港镇下辖以下地区：
推垅社区、界上村、踏水村、九岭村、灵官桥村、马洞村、中段村、何婆桥村、白竹村、马港村、毛段村、松港村、程坳村、石溪村、彭段村、潭下村、黄鹤村、易段村、丁仙村、高峰村、平湖村和金山村。